# 7204 Ondrejov
Ondrejov (asteróide 7204) é um asteróide da cintura principal, a 2,3392635 UA. Possui uma excentricidade de 0,1230387 e um período orbital de 1 591,25 dias (4,36 anos).
Ondrejov tem uma velocidade orbital média de 18,23657922 km/s e uma inclinação de 4,8589º.
Este asteróide foi descoberto em 3 de Abril de 1995 por Petr Pravec.